# Pedro Paulo
Pedro Paulo, właśc. Pedro Paulo Teles Marcelino (ur. 15 sierpnia 1945 w Pedro Leopoldo – zm. 14 lutego 2008 w Belo Horizonte) – piłkarz brazylijski, występujący podczas kariery na pozycji prawego obrońcy.

## Kariera klubowa
Pedro Paulo piłkarską rozpoczął w klubie Cruzeiro EC w 1963. Z Cruzeiro siedmiokrotnie zdobył mistrzostwo stanu Minas Gerais – Campeonato Mineiro w 1965, 1966, 1967, 1968, 1969, 1972, 1973. W barwach Cruzeiro 8 sierpnia 1971 w wygranym 2-0 wyjazdowym meczu z Coritibą zadebiutował w lidze brazylijskiej Łącznie w barwach Cruzeiro rozegrał 393 mecze.
W 1974 był zawodnikiem Náutico Recife. W Náutico 17 lipca 1974 w zremisowanym 2-2 meczu z Amériką Rio de Janeiro Pedro Paulo po raz ostatni wystąpił w lidze. Ogółem w lidze brazylijskiej rozegrał 69 spotkań. W kolejnych latach był zawodnikiem m.in. Athletico Paranaense, Paysandu SC, ekwadorskiego Emelecu Guayaquil, Vitórii Salvador czy Santa Cruz Recife.

## Kariera reprezentacyjna
W reprezentacji Brazylii Pedro Paulo jedyny raz wystąpił 11 sierpnia 1968 w wygranym 3-2 towarzyskim meczu z reprezentacją Argentyny.